# Odbojkaški klub Poštar
L'Odbojkaški klub Poštar è una società pallavolistica femminile serba, con sede a Belgrado: milita nel massimo campionato della Serbia.

## Storia
L'Odbojkaški Klub Poštar 064 viene fondata nel 1952: conta diverse partecipazioni al campionato jugoslavo ma senza alcun risultato di rilievo.
La prima vittoria in una competizione avviene nel 1995, quando il Poštar 064 vince la sua prima Coppa di Serbia e Montenegro. Nel 2006 arriva anche la prima vittoria in campionato, ultimo giocato con squadre serbe e montenegrine: dal 2006 il Poštar 064 domina per tre stagioni consecutive le competizioni serbe, dal campionato alla coppa nazionale. A causa di problemi economici, il club subisce un notevole ridimensionamento, che lo porta alla retrocessione al termine della stagione 2010-11.

## Palmarès
- Campionato serbo: 3

2006-07, 2007-08, 2008-09
- Campionato serbo-montenegrino: 1

2005-06
- Coppa di Serbia: 3

2006-07, 2007-08, 2008-09
- Coppa di Serbia e Montenegro: 3

1995, 2004, 2005